# Хякутакэ, Юдзи
Ю́дзи Хякута́кэ (яп. 百武裕司 Хякутакэ Ю:дзи, 7 июля 1950, Симабара, Нагасаки — 10 апреля 2002, Кагосима) — японский астроном-любитель, ставший известным благодаря открытию кометы Хякутакэ (C/1996 B2) 30 января 1996 года.
Поиском комет заинтересовался ещё в школе, после того, как увидел комету Икэя — Сэки в 1965 году. Окончил университет Кюсю Сангё, факультет фотографии; в 1989 начал заниматься поиском комет; в 1993 переехал в Кагосиму, город на самом юге Японии, удобный для астрономических наблюдений благодаря своему географическому положению и тёмному ночному небу.
В 1995—1996 открыл сразу две кометы, названные его именем — C/1995 Y1 и C/1996 B2 (Хякутакэ). Обычно под «кометой Хякутакэ» подразумевают вторую открытую им комету, так как в марте 1996 года она достигла нулевой звёздной величины, пролетев всего в 17 млн км от Земли и обладая хвостом длиной более 80 градусов. После этого Юдзи Хякутакэ пригласили в чикагский планетарий Эдлера почётным гостем. Его также наградили званием почётного гражданина Чикаго. В тот же год он получил несколько наград и почётных званий, в том числе почётного гражданина префектуры Кагосима и две награды по астрономии.
27 мая 2000 года в его честь был назван астероид (7291) Хякутакэ.
Юдзи Хякутакэ умер в возрасте 51 года, 10 апреля 2002 года в 19:47 от аневризмы аорты, находясь в государственной больнице префектуры Кагосима.
Юдзи был женат, у него два сына.